# Budapesti VSC
Der Budapesti VSC (Vasutas Sport Club, deutsch Eisenbahnsportverein), oft auch nur kurz BVSC genannt, ist ein ungarischer Sportverein aus der Hauptstadt Budapest, der 1911 gegründet wurde. Von Bedeutung sind beim BVSC unter anderem die Tischtennis-, Ringer-, Eishockey-, Wasserballabteilung, während die Fußballabteilung 2011 aufgelöst wurde.
Die Herren-Tischtennismannschaft des BVSC gewann den Europa-Club-Cup (Europapokal) der Saison 1979/80 sowie zahlreiche Landesmeisterschaften.

## Namensänderungen
Wie so gut wie alle anderen ungarischen Sportvereine durchlief auch der BVSC zahlreiche Namensänderungen. Nachfolgend eine Liste der Namen, unter welchen der Verein seit seiner Gründung firmierte:
- 1911 BVSC, Budapesti Vasutas Sport Club
- 1945 BVSC, MÁV Konzum Budapesti Vasutas Előre Sport Club
- 1948 Bp. Lokomotív, Budapesti Lokomotív Sport Egyesület
- 1954 Bp. Törekvés, Budapesti Törekvés Sport Egyesület (nach Fusion mit Budapesti Előre und Budapesti Postás SE)
- 1956 BVSC, Budapesti Vasutas Sport Club (nach Rückgängigmachung der Fusion mit Budapesti Előre, und Budapesti Postás SE)
- 1989 BVSC, Budapesti Vasutas Sport Club - Mávtranssped
- 1991 BVSC, Budapesti Vasutas Sport Club -  Novép
- 1992 BVSC, Budapesti Vasutas Sport Club - Dreher
- 1997 BVSC, Budapesti Vasutas Sport Club - Zugló Futball Club
- 1998 BVSC, Budapesti Vasutas Sport Club

## Fußball
Mit dem Aufstieg der Fußballmannschaft des BVSC, die ihre Heimspiele im Szőnyi úti stadion austrug, in die erste Liga, die Nemzeti Bajnokság I. zur Saison 1991/92 begann für den Verein eine kleine goldene Ära die ihren Höhepunkt 1996 fand als der Verein Vizemeister wurde und auch die beiden Pokalendspiele bestreiten durfte. Im ersten Spiel gewann der BVSC gegen Kispest-Honvéd Budapest mit 1:0, verlor aber das Rückspiel mit 0:2.
In der sich daran anschließenden UEFA-Pokal Kampagne hatten die Eisenbahner kein Glück gegen den walisischen Vertreter Barry Town. Beide Mannschaften gewannen ihre Heimspiele mit 3:1 und im Elfmeterschießen behielten die Briten schließlich mit 4:2 die Oberhand. Dem BVSC gelang aber erneut der Einzug ins Finale des nationalen Pokalwettbewerbes, wo diesmal aber MTK-Hungária mit 6:0 und 2:0 seine nationale Vormachtstellung in jener Saison deutlich demonstrierte.
Da der MTK gleichzeitig Meister wurde, nahm der BVSC am Europapokal der Pokalsieger teil, schied jedoch in der ersten Hauptrunde gegen Betis Sevilla aus.
Zum Ende der darauffolgenden Saison stieg der BVSC wieder aus der ersten Liga ab und wurde 2001, nur zwei weitere Jahre später aufgelöst.

### Europapokalbilanz
| Saison  | Wettbewerb                  | Runde         | Gegner        | Gesamt          | Hin     | Rück          |
| ------- | --------------------------- | ------------- | ------------- | --------------- | ------- | ------------- |
| 1996/97 | UEFA-Pokal                  | Qualifikation | Barry Town    | 4:4 (2:4 i. E.) | 3:1 (H) | 1:3 n. V. (A) |
| 1997/98 | Europapokal der Pokalsieger | Qualifikation | FC Balzers    | 5:1             | 3:1 (A) | 2:0 (H)       |
| 1997/98 | Europapokal der Pokalsieger | 1. Runde      | Betis Sevilla | 0:4             | 0:2 (A) | 0:2 (H)       |

Gesamtbilanz: 6 Spiele, 3 Siege, 3 Niederlagen, 9:9 Tore (Tordifferenz ±0)

### Erfolge und Ligaplatzierungen der Fußballmannschaft
- Ungarische Meisterschaft: Vizemeister 1996
- Ungarischer Pokal: Finalist 1996, 1997

| Budapesti VSC - Ligaplatzierungen 1990er Jahre | Budapesti VSC - Ligaplatzierungen 1990er Jahre | Budapesti VSC - Ligaplatzierungen 1990er Jahre | Budapesti VSC - Ligaplatzierungen 1990er Jahre | Budapesti VSC - Ligaplatzierungen 1990er Jahre | Budapesti VSC - Ligaplatzierungen 1990er Jahre | Budapesti VSC - Ligaplatzierungen 1990er Jahre | Budapesti VSC - Ligaplatzierungen 1990er Jahre | Budapesti VSC - Ligaplatzierungen 1990er Jahre |
| ---------------------------------------------- | ---------------------------------------------- | ---------------------------------------------- | ---------------------------------------------- | ---------------------------------------------- | ---------------------------------------------- | ---------------------------------------------- | ---------------------------------------------- | ---------------------------------------------- |
| Saison:                                        | 92                                             | 93                                             | 94                                             | 95                                             | 96                                             | 97                                             | 98                                             | 99                                             |
| Platz:                                         | 10                                             | 12                                             | 12                                             | 6                                              | 2                                              | 6                                              | 10                                             | 17                                             |

### Bekannte Spieler
- Pál Dárdai
- Mihály Lantos
- Zoltán Végh
- Mihails Zemļinskis

## Tischtennis
Erfolge
- Mehrfacher Ungarischer Meister (Einzel, Mannschaft - z. B. 1965, 1966, 1967, 1969, 1972, 1974, 1978, 1979)
- Europapokal:
  - Sieger (Herren): 1980
  - Finalist (Herren): 1967, 1982 und 1985
- ETTU Cup:
  - Sieger (Herren): 1973, 1975, 1978, 1979 und 1983
  - Finalist (Herren): 1971 und 1972
  - Finalist (Damen): 1970

Bekannte Spieler
- Péter Rózsás
- Zoltán Berczik
- Gábor Gergely

## Wasserball
Erfolge
- Ungarischer Meister (Herren): 1966, 1985, 1987, 1996, 1997, 1998, 1999
- Ungarischer Pokalsieger (Herren): 1982, 1987, 1995, 2000, 2003
- Ungarischer Meister (Damen): 1986, 1988, 1989, 1991, 1993
- Ungarischer Pokalsieger (Damen):  2011

Bekannte Spieler
- Zoltán Szécsi
- Balázs Hárai
- Viktor Nagy

## Eishockey
Die Eishockeyabteilung des BVSC nahm von 1956 bis 1980 am Spielbetrieb der Ungarischen Eishockeyliga teil und wurde dabei 1957, 1965, 1966,  1967 und 1969 ungarischer Vizemeister.

## Ringen
- Ferenc Kiss, Ringer, Ringertrainer beim BVSC
- Miklós Szilvási
- Sándor Major